# Contea di Penobscot
La contea di Penobscot, in inglese Penobscot County, è una contea dello Stato del Maine, negli Stati Uniti. La popolazione al censimento del 2000 era di 144 919 abitanti. Il capoluogo di contea è Bangor.

## Geografia fisica
La contea si trova nella parte centro-orientale del Maine. L'U.S. Census Bureau certifica che l'estensione della contea è di 9210 km², di cui 8795 km² composti da terra e i rimanenti 415 km² composti di acqua.
Il territorio è bagnato da numerosi laghi e fiumi, tra cui il fiume Penobscot.
All'interno della contea di trova anche la Riserva Penobscot (Penobscot Indian Island Reservation).

### Contee confinanti
- Contea di Aroostook - nord
- Contea di Washington - sud-est
- Contea di Hancock - sud
- Contea di Waldo - sud-ovest
- Contea di Somerset - ovest
- Contea di Piscataquis - nord-ovest

## Storia
La contea fu creata nel 1816 e deve il suo nome ai nativi Penobscot.

## Comuni
| - Alton - town - Bangor (capoluogo) - city - Bradford - town - Bradley - town - Brewer - city - Burlington - town - Carmel - town - Carroll Plantation - Charleston - town - Chester - town - Clifton - town - Corinna - town - Corinth - town - Dexter - town - Dixmont - town - Drew Plantation - East Millinocket - town - Eddington - town - Edinburg - town - Enfield - town | - Etna - town - Exeter - town - Garland - town - Glenburn - town - Greenbush - town - Hampden - town - Hermon - town - Holden - town - Howland - town - Hudson - town - Kenduskeag - town - Lagrange - town - Lakeville - town - Lee - town - Levant - town - Lincoln - town - Lowell - town - Mattawamkeag - town - Maxfield - town - Medway - town | - Milford - town - Millinocket - town - Mount Chase - town - Newburgh - town - Newport - town - Old Town - city - Orono - town - Orrington - town - Passadumkeag - town - Patten - town - Plymouth - town - Seboeis Plantation - Springfield - town - Stacyville - town - Stetson - town - Veazie - town - Webster Plantation - Winn - town - Woodville - town |

### Territori
- Argyle
- East Central Penobscot
- Kingman
- North Penobscot
- Prentiss
- Twombly Ridge
- Whitney